# Minyobates steyermarki
Minyobates steyermarki is een kikker uit de familie pijlgifkikkers (Dendrobatidae).

## Naamgeving
De soort werd voor het eerst wetenschappelijk beschreven door Juan Arturo Rivero in 1971. Oorspronkelijk werd de wetenschappelijke naam Dendrobates steyermarki gebruikt. De kikker behoorde lange tijd tot het geslacht Dendrobates, en is tegenwoordig de enige uit het geslacht Minyobates.
De geslachtsnaam Minyo(-)bates betekent vrij vertaald kleine kikker en de soortaanduiding steyermarki is een eerbetoon aan Julian Alfred Steyermark.

## Uiterlijke kenmerken
Minyobates steyermarki heeft een roodbruine lichaamskleur, de huid is zeer korrelig van structuur. De lichaamslengte loopt uiteen van 12 tot 19,5 millimeter maar de meeste exemplaren blijven onder de 17 mm. Het trommelvlies is ongeveer de helft zo klein als het oog.

## Verspreiding en habitat
De soort komt voor in delen van Zuid-Amerika en leeft endemisch in Venezuela. De habitat bestaat uit tropische tot subtropische vochtige bossen. Bosbranden en het verzamelen van exemplaren voor de handel in exotische dieren zijn bedreigingen, maar de verdwijning van het natuurlijke leefgebied is waarschijnlijk de grootste bedreiging. Ondanks het feit dat de soort nog in hoge dichtheden kan worden aangetroffen is de pijlgifkikker ernstig bedreigd.
Minyobates steyermarki is een bodembewoner die leeft in de bladoksels van Bromelia 's op de bosbodem, waarschijnlijk plant de kikker zich hierin ook voort.